# Liste der Naturdenkmale in Spiegelberg
| Naturdenkmale | Anzahl |
| ------------- | ------ |
| FND           | 19     |
| END           | 12     |
| Gesamt        | 31     |

Die Liste der Naturdenkmale in Spiegelberg nennt die verordneten Naturdenkmale (ND) der im baden-württembergischen Rems-Murr-Kreis liegenden Gemeinde Spiegelberg. In Spiegelberg gibt es insgesamt 31 als Naturdenkmal geschützte Objekte, davon 19 flächenhafte Naturdenkmale (FND) und 12 Einzelgebilde-Naturdenkmal (END).
Stand: 29. Oktober 2016.

## Flächenhafte Naturdenkmale (FND)
| Name                                                               | Bild | Kennung     | Einzelheiten            | Position | Fläche Hektar | Datum         |
| ------------------------------------------------------------------ | ---- | ----------- | ----------------------- | -------- | ------------- | ------------- |
| Alte Sandgrube mit Tümpel                                          | BW   | 81190690020 | Spiegelberg             | ⊙        | 0,1           | 23. Aug. 1979 |
| Alter Silberstollen                                                |      | 81190690024 | Spiegelberg, Wüstenrot  | ⊙        | 0,2           | 17. Aug. 1981 |
| Alter Steinbruch mit Tümpel                                        | BW   | 81190690015 | Spiegelberg             | ⊙        | 0,4           | 23. Aug. 1979 |
| Ebingersklinge                                                     | BW   | 81190690019 | Spiegelberg             | ⊙        | 2,6           | 23. Aug. 1979 |
| Ehemaliger Steinbruch östlich Jux                                  | BW   | 81190690030 | Spiegelberg             | ⊙        | 0,1           | 13. Nov. 1992 |
| Eiskeller                                                          | BW   | 81190690033 | Spiegelberg             | ⊙        | 0,0           | 13. Nov. 1992 |
| Felsenschlucht des Klingenbachs                                    | BW   | 81190690022 | Spiegelberg             | ⊙        | 3,9           | 17. Aug. 1981 |
| Felsige Schlucht mit anschl. Auwald, Feuchtwiese und Teich         | BW   | 81190690001 | Spiegelberg             | ⊙        | 1,3           | 31. Dez. 1986 |
| Felswände mit Quellen und Gehölz                                   | BW   | 81190690028 | Spiegelberg             | ⊙        | 0,3           | 13. Nov. 1992 |
| Feuchtwiese am Waldrand                                            | BW   | 81190690002 | Spiegelberg             | ⊙        | 0,3           | 31. Dez. 1986 |
| Feuchtwiese südlich von Jux                                        | BW   | 81190690032 | Spiegelberg             | ⊙        | 0,1           | 13. Nov. 1992 |
| Flurgehölz im Gewann Wanne                                         | BW   | 81190690026 | Spiegelberg             | ⊙        | 0,1           | 13. Nov. 1992 |
| Hüttenwaldschlucht mit Naturbrücke                                 |      | 81190690011 | Spiegelberg             | ⊙        | 2,0           | 23. Aug. 1979 |
| Niederwaldartige Hecke                                             | BW   | 81190690009 | Spiegelberg             | ⊙        | 0,1           | 23. Aug. 1979 |
| Oberer Teil der Mohrklinge                                         | BW   | 81190240001 | Großerlach, Spiegelberg | ⊙        | 4,0           | 31. Dez. 1986 |
| Seitenschlucht des Leukertsbachs                                   | BW   | 81190690018 | Spiegelberg             | ⊙        | 1,1           | 23. Aug. 1979 |
| Steinbruch mit Teich                                               | BW   | 81190690004 | Spiegelberg             | ⊙        | 0,3           | 31. Dez. 1986 |
| Talmulde des Krebsbachs mit zahlreichen Quellaustritten und Felsen | BW   | 81190690029 | Spiegelberg             | ⊙        | 1,6           | 13. Nov. 1992 |
| Tobelschlucht mit "Hohlem Stein"                                   |      | 81190690017 | Spiegelberg             | ⊙        | 0,8           | 23. Aug. 1979 |
| Legende für Naturdenkmal                                           |      |             |                         |          |               |               |

## Einzelgebilde (END)
| Name                                | Bild | Kennung     | Einzelheiten | Position | Fläche Hektar | Datum         |
| ----------------------------------- | ---- | ----------- | ------------ | -------- | ------------- | ------------- |
| Birnbaum                            | BW   | 81190690008 | Spiegelberg  | ⊙        | 0,0           | 23. Aug. 1979 |
| Birnbaum                            | BW   | 81190690031 | Spiegelberg  | ⊙        | 0,0           | 13. Nov. 1992 |
| Birnbäume                           | BW   | 81190690025 | Spiegelberg  | ⊙        | 0,0           | 17. Aug. 1981 |
| Eiche                               | BW   | 81190690007 | Spiegelberg  | ⊙        | 0,0           | 23. Aug. 1979 |
| Grotte des Leukertsbachs            | BW   | 81190690010 | Spiegelberg  | ⊙        | 0,0           | 23. Aug. 1979 |
| Knorrige alte Buche                 | BW   | 81190690014 | Spiegelberg  | ⊙        | 0,0           | 23. Aug. 1979 |
| Linde gegenüber dem Straßendreieck  | BW   | 81190690005 | Spiegelberg  | ⊙        | 0,0           | 23. Aug. 1979 |
| Linde                               | BW   | 81190690006 | Spiegelberg  | ⊙        | 0,0           | 23. Aug. 1979 |
| Linde                               | BW   | 81190690021 | Spiegelberg  | ⊙        | 0,0           | 17. Aug. 1981 |
| Zwei Wildkirschbäume und eine Eiche | BW   | 81190690027 | Spiegelberg  | ⊙        | 0,0           | 13. Nov. 1992 |
| 2 Kirschbäume                       | BW   | 81190690012 | Spiegelberg  | ⊙        | 0,0           | 23. Aug. 1979 |
| 4 Eichen                            | BW   | 81190690013 | Spiegelberg  | ⊙        | 0,0           | 23. Aug. 1979 |
| Legende für Naturdenkmal            |      |             |              |          |               |               |

## Ehemalige Naturdenkmale
| Name                     | Bild | Kennung | Einzelheiten                 | Position | Fläche Hektar | Datum         |
| ------------------------ | ---- | ------- | ---------------------------- | -------- | ------------- | ------------- |
| Alter Stauweiher         |      |         | Spiegelberg Vorderbüchelberg | ???      | 0,0           | 23. Aug. 1979 |
| Legende für Naturdenkmal |      |         |                              |          |               |               |